# Llibre de les Cavernes
El Llibre de les cavernes és el text més tardà dels llibres de l'Imperi nou d'Egipte, i se l'anomena així perquè, en aquest, el Duat ('Més enllà') està dividit en cavernes. També és el més literari i hi predominen els textos per sobre de les imatges.
El difunt travessa en el seu recorregut una sèrie de coves, i es relaten els premis que pot rebre, així com els càstigs que es pateixen: té la millor descripció de l'infern que ens han llegat els egipcis.
Així com el Llibre de l'Amduat descriu el camí a seguir pel difunt i el Llibre dels morts ensenya tota classe de sortilegis per dur el viatge a bon port a l'altre món, aquest dona la informació perquè eludeixi cometre actes durant la seva vida que seran severament castigats en l'altra. Una versió completa se'n troba al cenotafi de Seti I, i una altra a la tomba de Ramsès VI (KV9).

## Descripció
Està dividit en dues meitats amb dues pintures del déu Sol amb cap de moltó, que consten, al seu torn, de tres parts -en total sis divisions-, combinant el text amb les imatges, en lloc de les hores en què es divideixen els altres llibres: Llibre de l'Amduat i Llibre de les portes. Hi ha una sèrie d'ovals que representen taüts, i en el registre inferior els enemics del déu Sol són representats cap avall, en colors vermell i negre, amb les mans lligades a l'esquena. La processó avança paral·lelament al camí del déu per les cavernes, fins que són cremats en calderes en la divisió 5, mentre el sol neix des de la Duat.

## Diferències amb els altres llibres
- No divideix el viatge en dotze hores.[3]
- La barca solar només apareix al final.

## Tombes decorades amb elLlibre de les cavernes[4]
- Dinastia XIX
  - Osireion, versió completa
- Dinastia XX
  - Ramsès IV KV2, 1a i 2a divisió
  - Ramsès VI KV9, versió completa
  - Ramsès VII KV1, 1a Divisió, 1a escena
  - Ramsès IX KV6, incompleta
- Període tardà:
  - Tomba de Monthemhat, TT34: versió completa (?)
  - Tomba de Pedamenopet, TT33: versió completa